# يو إف سي ليلة القتال: بيسبنغ ضد ليتس
يو إف سي ليلة القتال: بيسبنغ ضد ليتس (بالإنجليزية: UFC Fight Night: Bisping vs. Leites)‏ هو حدث لفنون القتال المختلطة نظمته يو إف سي، أُقيم في 18 يوليو 2015، على أوفو هايدرو في غلاسكو، إسكتلندا.